# Gagetown, Michigan
Gagetown är en ort i Tuscola County i delstaten Michigan, USA.